# DIAC

DIAC

O DIAC, ou diode for alternating current (Diodo de Corrente Alternada), no português ele é chamado de Tiristor Diodo Bidirecional, é um dispositivo semicondutor eletrônico que conduz corrente apenas após a tensão de disparo ser atingida (ou tensão de ruptura) e para de conduzir quando a corrente elétrica cai abaixo de um valor característico, chamada de corrente de corte, ou a tensão cai abaixo da tensão de ruptura. Este comportamento é o mesmo nas duas direções de condução de corrente. O disparo desse componente ocorre por sobretensão, determinada pelo fabricante. A tensão de disparo é por volta dos 30 volts para a maioria destes dispositivos. Este comportamento é de certa forma similar, porém mais precisamente controlado e ocorrendo em menor valor, ao comportamento de uma lâmpada de neon.
O DIAC é normalmente usado para disparar TRIACs e SCRs.
Como um DIAC é um gatilho bidirecional, seus terminais não são marcados como anodo ou catodo mas a maioria é marcada como A1 ou MT1 e A2 ou MT2.
(Funciona da mesma maneira que dois diodos zener em antisérie. Pode-se produzir um DIAC equivalente de 9V, por exemplo, ligando dois diodos Zener de 9v em antisérie, cátodo com cátodo ou ânodo com ânodo).

## Funcionamento
O dispositivo DIAC bloqueia a tensão até ela ultrapassar um valor desfavorável, depois conduz até comutar, de uma forma similar a um diodo. A comutação é quando o dispositivo para de conduzir e retorna ao seu estado de bloqueio, até ser disparado novamente.
Para passar do estado de bloqueio para o estado de condução, é preciso ultrapassar a Tensão de Ruptura (VR - Voltage Rupture), permitindo que a corrente flua em ambos os sentidos. Para voltar ao estado de bloqueio, a tensão sobre o componente deve ser reduzida para um valor menor que a VR. Alternativamente, pode-se interromper a condução de um DIAC, ao se reduzir a corrente para um valor abaixo do valor da de manutenção, conforme característica de cada componente.

### Aplicação DIAC
O DIAC é vulgarmente utilizado como dispositivo de disparo de TRIACs e tiristores em circuitos de controle de intensidade luminosa, aquecimento, controle de velocidade de motores e aplicações semelhantes.